# Arnoud-Jan Bijsterveld
Arnoldus Johannes Alfonsus Bijsterveld (Waalre, 8 maart 1962) is een Nederlands historicus.

## Biografie
Arnoud-Jan Bijsterveld studeerde middeleeuwse geschiedenis aan de Katholieke Universiteit Nijmegen (1986-1987) en de Universiteit van Amsterdam (1987-1988). In 1993 promoveerde hij cum laude aan de Vrije Universiteit te Amsterdam op een proefschrift getiteld Laverend tussen Kerk en wereld. De pastoors in Noord-Brabant 1400-1570. 
Bijsterveld was werkzaam als onderzoeker en docent aan verscheidene universiteiten en onderzoeksinstituten in binnen- en buitenland: aan de Universiteit van Luik (1988-1989), Princeton University (1994-1995), het Max-Planck-Institut für Geschichte in Göttingen (1997), de Katholieke Universiteit Leuven (1998-1999 en 2006), the Netherlands Institute for Advanced Studies (NIAS) in Wassenaar (2009-2010) en Venice International University (2011) en in het voortgezet onderwijs. 
Sinds 1999 is hij bijzonder hoogleraar Cultuur in Brabant aan Tilburg University, waar hij zich bezighoudt met onderwijs, onderzoek en valorisatie op het gebied van de regionale geschiedenis, erfgoed, identiteit en volkscultuur van en in Brabant. Zijn leerstoel maakt deel uit van de Erfgoed Brabant Academie, het deskundigheidsprogramma van de Stichting Erfgoed Brabant.
Daarnaast doceert hij als universitair hoofddocent geschiedeniscursussen in de opleidingen Liberal Arts and Sciences en Sociologie aan Tilburg University. Zijn aandachtsvelden zijn regionale dimensies van Europese politieke en cultuurgeschiedenis (nationalisme en regionalisme); publieksgerichte geschiedenis, met een focus op de herinneringscultuur van de Holocaust; en politieke en kerkgeschiedenis van de middeleeuwen.
Tevens is hij redactievoorzitter van twee historische reeksen, de Maaslandse Monografieën (gestart in 1964), en de reeks van uitgeverij Stichting Zuidelijk Historisch Contact, in 1956 opgericht door prof. dr. Harry van den Eerenbeemt.
In 2009 kende het Algemeen Nederlands Verbond hem de Visser-Neerlandiaprijs voor Cultuur 2009 toe voor het als culturele makelaar grensoverschrijdend bijeenbrengen van vele partijen en het combineren van wetenschappelijk onderzoek met publieksprojecten. In 2016 werd Bijsterveld benoemd tot Ridder in de Orde van Oranje-Nassau. Datzelfde jaar publiceerde hij zijn boek over de Joodse familie die zijn huis in Tilburg bouwde en bewoonde, getiteld House of Memories: Uncovering the Past of a Dutch Jewish Family (Zuidelijk Historisch Contact, 2016). In 2020 verscheen hiervan de Nederlandse vertaling onder de titel Ons huis. Op zoek naar een Joodse familie in Tilburg (Hilversum: Verloren).